# Głażewo-Cholewy
Głażewo-Cholewy [pronunciación en polaco: /ɡwaˈʐɛvɔ xɔˈlɛvɨ/] es un pueblo ubicado en el distrito administrativo de Gmina Młynarze, dentro del Condado de Maków, Voivodato de Mazovia, en el este de Polonia central.